# Campamento de Aqabat Jabr
El campamento de Aqabat Jabr (en árabe: مخيّم عقبة جبر‎:  جبر), también escrito como Aqabat Jaber o Aqbat Jaber, es un campamento de refugiados palestino en la Gobernación de Jericó, en la Cisjordania oriental, situado a tres kilómetros de la ciudad de Jericó, en pleno Valle del Jordán. En el año 2007 tenía una población de 6.976 habitantes, de los que 6.321 estaban registrados como refugiados. La población estimada para 2016 era de 8.600 habitantes, de los que 8.000 eran refugiados.

## Historia

### Creación y Ocupación Jordana
El campamento de Aqabat Jabr se estableció en 1948 sobre 1.688 dunams (1,688 kilómetros cuadrados) de terrenos áridos cerca del mar Muerto. El objetivo inicial de los campamentos de UNRWA fue el de dar cobijo a cientos de miles de refugiados palestinos que habían huido o habían sido expulsados de sus tierras por el avance de las tropas israelíes durante la guerra árabe-israelí de 1948, en lo que el mundo árabe ha dado en llamar la Nakba. En concreto, en el campamento de Aqabat Jabr se establecieron refugiados provenientes de diversas aldeas al norte de Haifa, los distritos de Lod, Jaffa y Ramla, así como de los alrededores de Gaza y Hebrón. En el momento de su establecimiento ya contaba con una población registrada de 28.780 refugiados y, con anterioridad a la guerra de los Seis Días de 1967, el número de refugiados palestinos registrados rondaba los 30.000, lo que hacía de él el mayor campo de refugiados de Cisjordania.

### Ocupación Israelí
Sin embargo, durante el masivo éxodo palestino de 1967 provocado por la guerra de los Seis Días, la mayoría de refugiados huyeron del campamento cruzando el Río Jordán y viven a día de hoy en los campamentos de Wehdat y Baqa'a, en Jordania. Tras la firma del Acuerdo Gaza-Jericó de 1994, la mayor parte del campamento quedó bajo control de la Autoridad Nacional Palestina.
A día de hoy, Aqabat Jabr tiene una pequeña población de tan solo 5.566 refugiados registrados. Los actuales habitantes del campamento son en su mayoría descendientes de refugiados de las aldeas de Deir Al Dhabban, Ajour, Al Mismiyya, Abbasiyeh, Beit Jibrin, Tel Al Safi, Beit Dajan, Yazou y Kufr Ana. Otros palestinos que no están registrados como refugiados se han trasladado a los terrenos del campamento y han construido casas ilegales en ellos.
Los jóvenes Hatem 'Abd al-'Aziz a-Najar, Salameh Suliman Ziyadat y Muhammad Amin a-Sajdi, de 27, 23 y 25 años respectivamente y todos residentes del campamento de Aqabat Jabr, murieron por disparos del ejército israelí entre el 2 y el 5 de octubre de 2000, menos de una semana después del estallido de la Segunda Intifada. Hatem y Muhammad murieron inmediatamente, mientras que Salameh sucumbió tres días después a las heridas recibidas el mismo día 2. El 23 de marzo de 2006, Ramadan Muhammad Ramadan Mteir, de 21 años, murió por los disparos de soldados israelíes durante una operación de búsqueda y captura desarrollada en el campamento de Aqabat Jabr. En el momento del incidente, se escondía en un armario y estaba desarmado. Otro habitante del campamento, 'Imran Ibrahim Muhammad 'Alem, de 32 años, murió en Nablus el 19 de julio de 2006 por el impacto de una bala de metal recubierta de goma disparada por las fuerzas de seguridad israelíes. Se encontraba observando una operación de arresto desde un edificio gubernamental de la ciudad de Nablus.

## Geografía
El campamento de Aqabat Jabr se encuentra a 3 kilómetros al suroeste de la ciudad de Jericó, rodeado por el propio municipio de Jericó al norte y al este, y por el municipio de Nabi Musa hacia el sur y el oeste. Su altitud media es de 249 metros por encima del nivel del mar y su media anual de precipitaciones es de 137mm. La temperatura media anual del campamento es de 24 °C y su humedad media anual es de cerca del 50%. Se extiende sobre una superficie de 1.670 dunums (1,67 kilómetros cuadrados), lo que lo convierte en el mayor campamento de refugiados de Cisjordania en términos de superficie.
Como consecuencia de los Acuerdos de Oslo de 1995, el 88% del campamento se considera área A, bajo control administrativo palestino, mientras que el 12% restante es área C, bajo completo control israelí, donde la construcción de casas o el cultivo de la tierra está prohibido para los palestinos sin un permiso especial de la administración israelí (COGAT). La mayoría de los habitantes del campamento viven en el área A, mientras que el área C es básicamente zona agrícola y espacios abiertos.

## Demografía
Pese a haber sido el campamento más importante de Cisjordania desde la fecha de su creación en 1948 hasta la guerra de los Seis Días de 1967, el campamento de Aqabat Jabr perdió a gran parte de sus habitantes como consecuencia de dicho conflicto. Antes del conflicto había alcanzado la cifra de 28.780 refugiados, pero unos 25.000 de ellos huyeron a otros campos de refugiados en Jordania cuando las tropas israelíes se hicieron con el control de Cisjordania.
A día de hoy, el 50,3% de sus residentes son varones y el 49,7% son mujeres. En cuanto a las franjas de edad, casi la mitad de sus habitantes (45,3%) son menores de 15 años, una quinta parte (20,2%) se encuentra en la franja de edad comprendida entre los 15 y los 24 años, cerca de un tercio (31%) están entre los 25 y los 60 años, y tan solo un 3,5% son mayores de 60 años. Por lo tanto, la edad media de los habitantes del campamento es de 21,1 años. La densidad de población es de 4.790 habitantes por kilómetro cuadrado, pese a lo cual se trata del campamento de refugiados menos densamente poblado de Cisjordania.

## Educación y Sanidad
Durante el curso académico 2010-2011, en el campamento hay dos escuelas de educación primaria gestionadas por UNRWAː una es exclusivamente femenina y proporciona educación a 520 alumnas, mientras que otra es mixta y tiene un alumnado de 1.112 chicos y chicas. Ambas escuelas son relativamente nuevasː la femenina se construyó en 2007 y se le añadió una tercera planta en 2012, año en la que se construyó la segunda escuela. La media de alumnos por clase es de 36, mientras que la de alumnos por profesor es de 30. También hay cuatro guarderías, todas ellas privadas, con un total de 256 alumnos. Según el censo de 2007 de la Oficina Central de Estadísticas de Palestina, la tasa de analfabetismo en el campamento de Aqabat Jabr era del 8,3% (tres cuartas partes de ellos mujeres); el 16,4% de la población podía leer y escribir sin haber recibido una educación formal; el 30,4% había completado la educación básica, el 30,3% la educación preparatoria, el 8,7% la educación secundaria y tan solo un 5,5% tenían educación superior. Sin embargo, la ausencia de institutos de educación secundaria en el campamento hace que los alumnos se tengan que desplazar al vecino instituto de Hisham ben Abd al Malik, a tres kilómetros de distancia. La escuela proporciona clases de refuerzo de árabe y matemáticas durante los sábados.
UNRWA también administra un centro de salud con servicios básicos (tratamientos reproductivos, pediatría, vacunación y chequeos médicos, así como tratamiento de enfermedades tanto contagiosas como no contagiosas), y un psicólogo de la organización proporciona ayuda y consejos a la población del campamento. El centro de salud se construyó en los años cincuenta, por lo que su rehabilitación es una prioridad para sus gestores. Una de las enfermedades de especial incidencia en el campamento es la leishmaniasis, provocada por la picadura de tábanos, por lo que UNRWA y el Ministerio de Salud palestino se coordinan para fumigar regularmente los campos y tratar de prevenir así su aparición y difusión.
También hay dos clínicas en el campamento de Aqabat Jabr, una privada y otra fundada por una ONG.

## Infraestructuras
UNRWA llegó a construir 5.000 viviendas en el campamento, aunque a día de hoy solo quedan 1.120 unidades incluyendo pisos superiores. La inmensa mayoría de estas casas están hechas con bloques de cemento, y el 80% de ellas son casas en planta baja.

### Ocio y tiempo libre
Hay seis parques infantiles (cuatro de ellos en escuelas de URNWA), un parque (del Centro de Actividad Juvenil) y un estadio de fútbol. También hay dos pistas de baloncesto y otras dos de voleibol que pertenecen a diversas asociaciones.

### Red de agua corriente
La escasez de agua es un problema de primer orden en esta zona desértica, especialmente en verano. UNRWA consigue proporcionar algo de agua al campamento bombeándola desde el cercano manantial de Al Fuwwar. Sin embargo, la empresa de agua israelí Mekorot es la principal proveedora de agua del campamento. Todos los hogares del campamento disponen de agua corriente. La tasa de consumo diario de agua en Aqabat Jabr es de 74 litros por persona y día, una cifra bastante baja teniendo en cuenta que los estándares mínimos propuestos por la Organización Mundial de la Salud son de 100 litros por persona y día.
Los recursos acuíferos del subsuelo del campamento han sido ampliamente vaciados por la compañía de agua israelí Mekorot, que tiene el monopolio sobre la excavación, distribución y venta de agua, mientras que los palestinos tienen prohibido construir nuevos pozos o reparar los ya existentes. Mekorot envía gran parte del agua que extrae del subsuelo de Aqabat Jabr a los asentamientos israelíes cercanos, que consumen gran cantidad de agua.

### Electricidad y telecomunicaciones
El campamento de Aqabat Jabr lleva conectada a la red eléctrica desde 1979. El servicio eléctrico está a cargo de la Compañía Eléctrica del Distrito de Jerusalén, y todos los hogares del campamento tienen acceso a la red. Por su parte, la empresa encargada de proveer al campamento de acceso a la red de telecomunicaciones es la palestina PAL-COM, que proporciona línea telefónica a un 80% de los hogares.

### Alcantarillado y recogida de basuras
El campamento de Aqabar Jabr no cuenta con una red de alcantarillado, por lo que sus habitantes tienen que recurrir al uso de pozos ciegos de una manera regular. Al no haber un sistema de recogida de agua pluvial, en el campamento tiende a inundarse en la época de fuertes lluvias, y el agua contaminada por los pozos ciegos puede llegar a entrar en las casas con el consiguiente riesgo para la salud pública. UNRWA se encarga del sistema de recogida de basura, con un camión recogiéndola y compactándola diariamente para que otros camiones del ayuntamiento de Jericó la retiren al vertedero municipal dos veces por semana. El campamento de Aqabat Jabr es el único de Cisjordania que cuenta con una planta de tratamiento de aguas, y también dispone de un laboratorio de análisis de la calidad del agua que realiza pruebas para todos los campamentos de la zona central de Cisjordania. Ambos han sido construidos y son gestionados por UNRWA.

### Carreteras
La mitad de las carreteras del campamento han sido cubiertas por cemento y otro 35% están asfaltadas, mientras que el resto no tienen ningún tipo de pavimentación. Hay 25 taxis públicos que conforman el principal medio de transporte de la población de Aqabat Jabr.

## Economía
De las aproximadamente 1.300 familias que residen en el campamento de Aqabat Jabr, 780 están catalogadas como casos de emergencia económica y otras 125 como casos de especial necesidad. Un cuarto de las familias se encuentran por debajo del umbral de la pobreza, mientras que el 11,8% se encuentran en situación de pobreza extrema. La tasa del desempleo era del 28,4% en 2007 y del 35% en 2011, mientras que los habitantes que sí tienen trabajo se distribuyen entre el sector privado (57%) y el público (34%), con un pequeño porcentaje trabajando para la propia UNRWA o para otras ONG. La alta tasa de desempleo causada por el cierre del mercado laboral israelí ha desembocado en la creación de nuevos pequeños negocios como tiendas o puestos de alimentos, carpinterías o venta de materiales de construcción. Además, más de la mitad de las familias del campamento crían animales domésticos para su autoconsumo o para su explotación comercial, con aproximadamente 2.500 ovejas, 300 camellos, 55.000 pollos y 2.500 colmenas en el total de Aqabat Jabr.

## Filmografía
Eyal Sivan: Aqabat-Jabr, passing through (1987)